# Edward Evanson
Edward Evanson (* 21. April 1731 in Warrington, Lancashire; † 25. September 1805 in Colford, Crediton) war ein englischer Theologe und zunächst anglikanischer, später unitarischer Geistlicher. Er stand in der Tradition des Deismus.

## Leben und Wirken
Evanson war der Sohn des Textilienhändlers Thomas Evanson und seiner Frau Margaret. Eine Schwester, Margaret Evanson, ist namentlich bekannt, sie teilte seine religiösen Ansichten. Sein Onkel väterlicherseits John Evanson (* 1703) war Rektor in Mitcham. Durch ihn erhielt er seine früheste schulische Ausbildung. Sein Onkel war es auch, der ihn, im Jahre 1745, auf eine weiterführende Schule schickte. Im Anschluss an sein Collegebesuch am Emmanuel College in Cambridge verbrachte er mehrere Jahre als Kurator (Priesterassistent) in Mitcham in Surrey. Seinen Bachelor of Arts erwarb er 1750, seinen Master of Arts im Jahre 1753. Dann am 21. September 1755 wurde Evanson zum Priester ordiniert. Im Jahre 1768 wurde Evanson Pfarrer von South Mimms bei Barnet im Norden Londons; und im November 1769 zog er in das Pfarrhaus von Tewkesbury ein, mit dem er auch eine weitere Pfarrtätigkeit in Longdon (Worcestershire) unterhielt.
Schon während seines Studiums entdeckte er wichtige Abweichungen zwischen der Lehre der Church of England und dem eigentlichen Bibeltext. Die Ergebnisse aus seinen Analysen tat er beim Lesen seiner Gottesdienste kund, indem er Stellen korrigierte oder ausließ, die ihm als unwahr erschienen. Ferner verwies er beim Lesen der Schrift auf Fehler in der Übersetzung hin und zudem stellten sich bei Evanson Zweifel über das trinitarischen Dogma ein. Er schrieb an den Erzbischof von Canterbury, Frederick Cornwallis, um mögliche Änderungen in der Liturgie zu diskutieren, auch hat er um Berücksichtigung seiner Einwände gegen die Glaubensbekenntnisse von Nicäa und Athanasianum. Eine Antwort des Erzbischofs blieb aus.
Ein Konflikt mit der Kirchenobrigkeit wurde durch seine Predigt über die Auferstehung zu Ostern 1771 ausgelöst. Eine Predigt über die Auferstehung am Ostertag, 31. März 1771 war als zusätzliche Provokation wahrgenommen worden und zog eine kirchenrechtliche Strafverfolgung nach sich. Es war maßgeblich Neast Havard, dem Stadtschreiber von Tewkesbury sowie einigen anderen, die die Ereignisse vor das Konsistoriumsgericht brachten. Parallel hierzu veröffentlichte Evanson 1772 anonym einen Text über „The Doctrines of a Trinity and the Incarnation of God“. Seine heterodoxen Ansichten waren symptomatisch für eine wachsende Unzufriedenheit einiger anglikanischer Geistlicher mit den traditionellen trinitarischen Formulierungen.
So kam es im November 1773 dann zu einer Anklage gegen ihn. Im Konsistoriumsgericht, consistory courts (Kirchengericht in der Anglikanischen Kirche) von Gloucester wurde die Anklageschrift verlesen. Er wurde beschuldigt, die in der Liturgie der Church of England enthaltene öffentliche Anbetung Gottes verdorben zu haben, sie als abergläubisch und unchristlich bezeichnet zu haben, zu predigen, zu schreiben und gegen die Glaubensbekenntnisse und die Göttlichkeit unseres Erretters zu sprechen und die Macht für sich zu übernehmen willkürliche Änderungen in seiner Leistung des öffentlichen Gottesdienstes vorzunehmen.
Als Ausdruck des Protestes unterzeichneten eine große Anzahl seiner Gemeindemitglieder eine Petition gegen die Anklagebehörde und veröffentlichte diese. Der Fall wurde dann aus verfahrensgründen Gründen abgewiesen. Zwischenzeitlich hatte Evanson seine Ansichten durch mehrere Veröffentlichungen allgemein bekannt gemacht. Alexander Wedderburne der Generalstaatsanwalt, solicitor-general verteidigte ihn dabei unentgeltlich und ernannte ihn am 31. Mai 1775 zu seinem persönlichen Kaplan.
Hiernach kehrte Evanson nach Mitcham zurück und gründete eine Schule. Der Vater eines seiner Schüler, eines Oberst Lord Evelyn James Stuart, Sohn eines Marquess of Bute, verrechnete ihm eine Rente, die bis zu seinem Tod gezahlt wurde. Seine geistlichen Aufgaben beschränkte er auf Familiengottesdienste, wobei er sich an Samuel Clarkes Version der Liturgie anlehnte, mit zusätzlichen eigenen Änderungen. Evanson spendete seinen Gläubigen auch die Eucharistie und behauptete, es sei das einzige Sakrament, das für alle gesellschaftlichen Zusammenkünfte bestimmt sei. Ferner plante er auch eine Gesellschaft von „Christo philanthropists“ gründen.
Nach seiner Heirat am 27. Juli 1786 mit Dorothy Alchorne (* 1751), der Tochter eines Londoner Händlers, kaufte er, im selben Jahr, ein Anwesen in Blakenham (Suffolk). Als Tochter von Robert Alchorne, einem angesehenen Kaufmann in London und dessen Frau Margaret, brachte die Braut wahrscheinlich eine gute Mitgift mit in die Ehe.
1772 veröffentlichte er anonym seine Trinitätslehren und diskutierte in der Inkarnation Gottes die Prinzipien der Vernunft und des gesunden Menschenverstandes. 1777 folgte eine an Richard Hurd gerichtete Arbeit, in einem Brief an Hurd, dem Bischof von Worcester, in dem die Bedeutung der Prophezeiungen des Alten Testaments und die Natur des darin vorhergesagten Großapostasiums erörtert werden. Er schrieb auch einige Artikel über den Sabbat, „Arguments Against and for the Sabbatical Observance of Sunday, by a Cessation from All Labour“ (1792) die ihn in Kontroversen mit Joseph Priestley (siehe auch Priestley Riots) brachten, der die gesamte Diskussion 1792 veröffentlichte. Im Jahre 1792 bezweifelte er die Authentizität einiger Paulusbriefe, darunter die des Römerbriefs (Röm). In der gesamten Diskussion ging es darum, inwieweit biblische Schriften das Wort Gottes repräsentierten oder das des Menschen.
Im selben Jahr erschien Evansons Arbeit mit dem Titel „The Dissonance of the four generally received Evangelists“ auf die Priestley und David Simpson (1793) Antworten veröffentlicht wurden. Evanson lehnte die meisten Bücher des Neuen Testaments als Fälschungen ab, und von den vier Evangelien akzeptierte er ausschließlich das Lukasevangelium.
Im Jahre 1790 erwirbt die Familie Evanson eine Immobilie in Great Bealings (Woodbridge).
Später predigte er in einer Unitariergemeinde in Lympston (Devonshire). Im Jahre 1802 veröffentlichte er die Reflexionen über den Stand der Religion im Christentum, in denen er versuchte, die mysteriöse Vorahnung der Apokalypse zu erklären und zu veranschaulichen. Dies betrachtete er als eine seiner wichtigsten Schriften. Kurz vor seinem Tod beendete er einen Text über die Dreifaltigkeit, als Antwort auf eine Arbeit von George Huntingford des Bischofs von Gloucester.
Schließlich verlegten sie ihren Lebensmittelpunkt 1803 nochmals, nach Colford. Seine Ehefrau überlebte ihn um etliche Jahre.

## Werke (Auswahl)
- Doctrines of a Trinity and in the Incarnation of God, discussed Principles of Reason and Common Sense. (1772) Anonym
- The Sermon, Really Preached in the Parish Church of Tewkesbury, on Easter-Day, 1771. For Which a Prosecution Was Commenced Against the Preacher (...).  Printed for B. Law; and sold by S. Harward, at Tewkesbury, London 1778.
- The Case of the Rev. Edward Evanson, Vicar of Tewkesbury, co. Gloucester. Depositions of Witnesses. (1774) ( auf books.google.de)
- The Dissonance of the Four Generally Received Evangelists, and the Evidence of Their Respective Authenticity Examined. Ipswich 1792
- A letter to Priestley's young man : with a postscript concerning Rev. D. Simpson's essay &c. in answer to Evanson's Dissonance and Volney's Ruins Printed by G. Jermyn and sold by R. Law and J. Johnson, Ipswich 1794
- A New Testament; or, The new covenant according to Luke, Paul, and John. Published in conformity to the plan of the late Rev. Edward Evanson.  Printed by R. Taylor and Co., and sold by J. Johnson, London 1807
- Arguments Against and for the Sabbatical Observance of Sunday, by a Cessation from All Labour. Ipswich 1792
- Reflections Upon the State of Religion in Christendom. 1802
- A letter to the Rt.Rev the Lord Bishop of Lichfield and Coventry, wherein the importance of the prophecies of the New Testament, and the nature of the grand apostacy predicted in them, are particularly and impartially considered. (1777)